# 駄犬
駄犬（だけん）は、日本の小説家。

## 来歴
千葉県出身。大学生の頃は2クールのアニメを連続で見るなど、漫画・アニメに関心があり、またカードゲームの「マジック・ザ・ギャザリング」も趣味としていた。その後、パソコンやアニメなどに関わる書籍編集者になり、ライトノベル関連の業務にも携わった。
結婚や子どもの誕生を契機として転職し、その後も会社員を続ける。「小説家になろう」投稿の15年ほど前に小説を書いてライトノベルの公募に応募するも一次選考で落選している。その後、子供の受験が終わり余暇が増えたたため、小説を書き始めた。
『モンスターの肉を食っていたら王位に就いた件』を「小説家になろう」に投稿するも、ほとんど読まれなかった。ただ、サイトのレビューで「力のある作家」という評価がついたことで、次の作品を書くことに決め、『誰が勇者を殺したか』を投稿している。
2023年9月に刊行された『誰が勇者を殺したか』（KADOKAWA）で、「このライトノベルがすごい! 2025」の新作部門第1位、文庫部門の第2位に選ばれた。同作は、KADOKAWAの電子書籍における「ライトノベル新作“歴代売上第1位”」も達成している。2023年現在は愛知県在住。

## 人物
ライトノベルはあまり読まず、一般文芸、特に浅田次郎と東野圭吾、そして、三浦しおんや米澤穂信の影響を受けている。
他に影響を受けた作品として、漫画では『ファイブスター物語』、『カメレオン』、『エリートヤンキー三郎』、ゲームでは『ドラゴンクエストIII そして伝説へ…』や『ファイアーエムブレム』、映画では『ユージュアルサスペクツ』、『フルメタル・ジャケット』の影響を挙げている。
様々なジャンルの作品を書き、作風の幅は広い。編集者への対応は迅速である。

## 著作

### 誰が勇者を殺したか
KADOKAWA〈角川スニーカー文庫〉、イラスト：toi8
- 『誰が勇者を殺したか』（2023年9月）
- 『誰が勇者を殺したか 預言の章』（2024年8月）
- 『誰が勇者を殺したか 勇者の章』（2025年5月）

### その他の小説
- 『モンスターの肉を食っていたら王位に就いた件』（マイクロマガジン社〈GCN文庫〉、2023年10月 - 、イラスト：芝、既刊5巻）
- 『追放された商人は金の力で世界を救う』（主婦と生活社〈PASH!文庫〉、2024年3月、イラスト：叶世べんち）
- 『死霊魔術の容疑者』（マイクロマガジン社〈GCノベルズ〉、2024年4月、イラスト：遠田志帆）
- 『悪の令嬢と十二の瞳 〜最強従者たちと伝説の悪女、人生二度目の華麗なる無双録〜』（オーバーラップ〈オーバーラップノベルス〉、2024年7月、イラスト：saino）
- 『カナンの城 〜亡国の王女と世界の秘宝、それを巡る最強盗賊団と覇権国家の大活劇〜』（オーバーラップ〈オーバーラップノベルス〉、2025年7月、イラスト：みことあけみ）